# Dødsriget (biblen)
|  | Dublet Denne artikel handler om det samme som Sheol. (Diskutér artiklen) |

Dødsriget (hebraisk (שאול, She'ol); græsk hades) er i Bibelen betegnelsen for de dødes bolig.
Det hebraiske ord kommer eventuelt fra ordet dyb, og der tegnes i Det Gamle Testamente, hvor det forekommer 65 gange, et billede af dødsriget som det sted, hvor menneskets sjæl går hen efter døden. Dødsriget er et sted dybt nede, og tilstanden er ofte skildret i dystre farver. Alle kommer dertil, og der skelnes ikke mellem de retfærdige og de uretfærdige, og dog ses det også som et straffens sted for de uretfærdige, og for den fromme er der håb om befrielse (Sal 16,10; 49,16).
Den nytestamentelige undervisning om dødsriget bygger på den gammeltestamentlige, og Jesus taler om det, som et sted hvor både onde og gode flyttes til efter døden for at vente på den kommende opstandelse og den evige dom. Dér er der for den retfærdige sjæl glæde og forventning, mens det for den uretfærdige er et pinested. I mellemtilstanden mellem sin død og opstandelse gik Jesus ligeledes til dødsriget (Ap 2,27.31; 1 Pet 3,19). Bibelen skelner nøje mellem dødsriget og den evig fortabelse som kaldes helvedet eller Gehenna.